# Evelyne Accad
Evelyne Accad, née le 6 octobre 1943 à Beyrouth, au Liban, est une écrivaine et enseignante d'origine libanaise vivant aux États-Unis, en France et au Liban.

## Biographie
Evelyne Accad est la fille d'une mère suisse, Suzanne Steudler, et d'un père d'origine libanaise et égyptienne, Fouad Accad. Elle est née à Beyrouth et est élevée dans une tradition protestante « stricte »,. Elle quitte le Liban pour la liberté et à cause du tourment de la guerre. Elle est reconnue dans son pays pour avoir utilisé sa plume comme témoignage sur la guerre civile libanaise. Elle écrit en français, en arabe et en anglais. Ses textes abordent souvent la condition des femmes dans le monde arabe.
Evelyne Accad arrive aux États-Unis au début des années 1960. Pour ses études, elle fréquente le lycée pour femmes de Beyrouth, l'Anderson College, l'Université d'État de Ball et l'Université de l'Indiana à Bloomington, où elle obtient un doctorat en littérature comparée,.
L'écrivaine est présente à Beyrouth le 4 août 2020 alors que des explosions dans le port de la capitale libanaise détruisent une partie de la ville.

## Carrière
En 1978 et 1984, Evelyne Accad enseigne au Beirut University College puis à l'Université Northwestern en 1991. Elle est professeur émérite d'études francophones, arabophones, africaines, moyen-orientales, sur les femmes et de littérature comparée à l'Université de l'Illinois à Urbana-Champaign et à l'Université américaine de Beyrouth.
Evelyne Accad écrit son premier roman en anglais, Veil of shame, en 1978. Son second roman, L'Excisée, est quant à lui écrit en français, comme la majeure partie de ses publications par la suite. Ce roman traite de l'excision des femmes au sens physique et métaphorique.
En 2000, elle publie Voyage en cancer. L'écriture de ce livre lui permet d'exorciser son parcours médical mais aussi celui de ces proches. En 2001, elle reçoit le Prix phénix de la littérature pour cet ouvrage.
Bien qu'elle ait son propre style, Evelyne Accad est fortement influencée par l'écrivaine française d'origine égyptienne Andrée Chedid et l'écrivaine égyptienne Nawal El Saadawi.

## Publications

### Romans et récits
- Contes et nouvelles de langue française., Sherbrooke, Canada, Cosmos, 1976, 97 p.
- (en) Veil of shame : the role of women in the contemporary fiction of North Africa and the Arab world, Sherbrooke, Canada, Naaman, 1978, 182 p.[11]
- L'Excisée, Paris, Éditions l'Harmattan, coll. « Ecritures arabes », 1982, 173 p. (ISBN 2-85802-223-2)
- Coquelicot du massacre, Paris, Éd. L'Harmattan, coll. « Écritures arabes », 1988, 155 p. (ISBN 2-7384-0089-2)
- Blessures des mots : journal de Tunisie, Paris, Indigo et Côté-femmes éd., coll. « Prémices », 1993, 200 p. (ISBN 2-907883-67-4)[12]
- Des femmes, des hommes et la guerre : fiction et réalité au Proche-Orient, Paris, Côté-femmes, coll. « Femmes et changements », 1993, 234 p. (ISBN 2-907883-55-0)
- Voyages en cancer  (préf. Yves Velan), Éditions l'Harmattan, 2000, 438 p. (ISBN 2-7384-9913-9)
- Femmes du crépuscule  (ill. Jay Zerbe), Paris, Éditions l'Harmattan, 2008 (ISBN 9782296061255)

- Andrée Chedid, je t'aime, Alfabarre, 2013 (ISBN 2357590335)
- Un amour tissé dans la tourmente : récit à trois voix, L'Harmattan, 2019, 374 p. (ISBN 2343186634)
- La maison de la tendresse : nouvelles sur des femmes libanaises, Paris, l'Harmattan, 2021, 177 p. (ISBN 978-2-343-22415-2)

### Périodiques
- « Femmes de Tunisie », Les Cahiers du GRIF, no 32 « L'indépendance amoureuse »,‎ 1985, p. 143-146 (lire en ligne  [PDF], consulté le 25 mars 2024)
- « Guerre et sexualité dans le roman libanais », Les cahiers du GRIF, nos 43-44 « Liban »,‎ 1990, p. 171-186 (lire en ligne  [PDF], consulté le 25 mars 2024)
- « Enchaînements du chaos », Les cahiers du GRIF, nos 43-44 « Liban »,‎ 1990, p. 141-152 (lire en ligne  [PDF], consulté le 25 mars 2024)
- (fr + en) Evelyne Accad (avec la collab. de Waïl Hassan), « Nouvelles d'Egypte », Peuples Méditerranéens, no 76,‎ 1996, p. 196 (ISSN 0399-1253)
- (fr + en) Evelyne Accad (dir.) (avec la collab. de Waïl Hassan), « Études sur la littérature égyptienne », Peuples Méditerranéens, no 77,‎ 1997, p. 157 (ISSN 0399-1253)